# Zdobycie Kijowa (1240)
Zdobycie Kijowa (ukr. Облога Києва) – zajęcie Kijowa w roku 1240 w trakcie mongolskiego najazdu na Ruś Kijowską.
W roku 1239 Mongołowie rozpoczęli nową kampanię skierowaną przeciwko Rusi, której efektem było zdobycie i zrównanie z ziemią Czernihowa. Kolejnym celem stał się Kijów, z którego na wieść o pochodzie armii mongolskiej, uciekły drużyny bojarskie skonfliktowanych ze sobą książąt ruskich. Miasto liczyło 30–40 tysięcy mieszkańców, a dowódcą obrony wybrano tysiącznika Dymitra. Oblężenie Kijowa rozpoczęło się wiosną 1240. Początkowo Mongołowie starali się głodem zmusić obrońców do poddania miasta. Latem, gdy nadciągnął korpus wyposażony w machiny oblężnicze, rozpoczęło się decydujące natarcie. Po bezpośrednim szturmie, zakończonym rozbiciem taranami murów i ich zniszczeniu przez machiny miotające, Kijów został zdobyty. Walki w samym mieście trwały jednak aż do 6 grudnia i zakończyły się rzezią mieszkańców. W zdobytym mieście Mongołowie urządzili swoją bazę przed kolejną kampanią w kierunku zachodnim, której celem była między innymi Polska (I najazd mongolski).